# Аульфтафьярдаргёйнг
Аульфтафьярдаргёйнг (исл. Álftafjarðargöng; слушатьо файле) — планируемый к постройке автомобильный тоннель под северными отрогами горного массива Аульфтафьярдарьядль в регионе Вестфирдир на северо-западе Исландии. Тоннель между Аульфта-фьордом и Скютюльс-фьордом должен стать частью дороги Дьюпвегюр 61, заменив построенный в ещё 1949 году тоннель Аднарнессгёйнг и значительно улучшив и обезопасив транспортное сообщение на участке дороги между Судавиком и Исафьордюром.

## Предпосылки
Участок одной из самых важных дорог в этой части страны — дороги Дьюпвегюр 61, проходящий через Судавикюрхлид (крутой восточный склон горы Судавикюрфьядль) в Аульфта-фьорде и Киркьюбоульсхлид (крутой западный склон горы Киркьюбоульсфьядль) в Скютюльс-фьорде, практически с момента постройки в 1977 в считается одним из самых опасных дорожных участков в Исландии. В то же время это единственный путь между северной частью региона Вестфирдир и его столицей Исафьордюром.
Согласно результатам исследования, проведенного по просьбе жителей Вестфирдир Исландским метеорологическим бюро в 2006 году, «Оценка риска из-за лавин и камнепадов на дорогах между Судавиком и Болунгарвиком», для людей совершающих ежедневные поездки по этому участку дороги 61 риск гибели из-за камнепадов и лавин увеличивается более чем в два раза (по отношению к среднему риска гибели участника транспортного движения в Исландии). Основной опасностью являются камнепады и сходы лавин с крутых склонов гор Судавикюрфьядль и Киркьюбоульсфьядль (обе горы являются северными отрогами горного массива Киркьюбоульсфьядль).
Эта часть дороги 61 представляет опасность для всех участников дорожного движения из-за частых ливневых паводков, опозней, камнепадов и, особенно, схода лавин с крутых склонов гор Судавикюрфьядль и Киркьюбоульсфьядль (обе горы являются северными отрогами горного массива Аульфтафьярдарфьядль).
Почти на всем своем протяжении дорога пролегает на высоте от 5 до 30 метров над уровнем моря по узкой кромке между скалами и урезом воды, поэтому существует высокий риск падения транспортных средств с людими в море. В самом центре участка идущего вдоль Сюдавикюрхлид, на отрезке длиной 3,8 км, есть 22 ущелья, где регулярно сходят лавины, а на следующем отрезке длиной 4 км случаются обвалы. Также существует аналогичная опасность со стороны Киркьюбоульсхлид. Из-за опасности дорога часто закрывается, оставляя жителей северной части Вестфирдир практически в изоляции. Так весной 2020 года этот участок дороги был закрывался почти 40 раз за три месяца, каждый раз на срок до суток, а иногда и более.
Расположенный на этом участке дороги 61 первый исландский тоннель Аднарнессгёйнг был построен в ещё 1949 году под базальтовой скалой Аднадальсхамар, представляющей собой простирающийся в море северный отрог горы Судавикюрфьядль. Работа этого небольшого тоннеля (30 м) сильно зависит от погодных условий и в зимний период он бывает часто закрыт для проезда из-за снежных завалов.
Исследования показывают, что после 1991 года количество сходов лавин на участке дороги возле Судавикюрхлид значительно увеличилось из-за изменений погоды и преобладающих ветров, которые вызывают скопление снега и оползни на крутом склоне. Таким образом, в 1991—2000 гг. возле Судавикюрхлид было зарегистрировано 56,2 схода лавин в год по сравнению с 42,7 на считающимся очень опасном участке дороги Дьюпвегюр 61 возле склона Оусхлид, который теперь заменен туннелем Болунгарвикюргёйнг. Эксперты считают, что тоннель Аульфтафьярдаргёйнг это единственная мера, которая может обеспечить максимальную безопасность на этом маршруте.

## Планирование
Впервые о план, а точнее схематический набросок планируемого тоннеля Аульфтафьярдаргёйнг, опубликовало в 2000 году Исландское дорожное управление в своем обзоре планируемых тоннелей. По этому варианту, Аульфтафьярдаргёйнг должен был бы пройти под горой Судавикюрфьядль, выходя северным порталом на Судавикюрхлид, а южным в долину Аднардалюр, через которую планировалось проложить дорогу до мыса Аднарнес для соединения с дорогой Дьюпвегюр.
В 2001 году рабочая группа исландского дорожного управления по вопросам безопасности дорожного движения провела обзорное исследование, где указала, среди всего прочего, другие возможные маршруты туннеля между Скютюльс-фьордом и Аульфта-фьордом.
В открытом письме к исландскому правительству, подписанном в 2006 году 1439 жителями этого региона (что составляет около 20 % от числа всех жителей Вестфирдир), было выдвинуто требование незамедлительно начать исследования и подготовку к строительству туннеля между Судавиком и Исафьордюром для обеспечения безопасности передвижения населения. В письме Министерствe транспорта было предложено построить тоннель по кратчайшему маршруту длиной 2700 м в 2,5 км к северу от Судавик (на карте планируемый тоннель обозначен розовым цветом), план которого в 2000 году сделан Исландским дорожным управлением. Правительство приняло решение незамедлительно рассмотреть этот вопрос, но в течение полутора лет не предпринимало никаких действий, а после кризиса 2008 года проблема отпала сама собой из-за банкротства исландской экономики.
Весной 2013 года этот вопрос снова был поднят в Альтинге, где была принята парламентская резолюция, предлагающая немедленно включить туннель Аульфтафьярдаргёйнг в национальный транспортный план в качестве приоритетного проекта (на карте планируемый тоннель длиной около 3000 м обозначен оранжевым цветом), а участок дороги возле Судавикюрхлид незамедлительно обеспечить надлежащей защитой от лавин. К началу 2016 года были построены некоторые лавинозащитне сооружения на дороге, но какие-либо подготовительные работы к строительству туннеля так и не были начаты.
Во время очередных парламентских слушаний, инициированных в октябре 2016 года депутатами из Вестфирдир, Альтинг приняв во внимание большое социальное значение этой проблемы, решил выделить в общей сложности 10 миллионов исландских крон для подготовки и проведения предварительных бурений в 2017—2018 годах. В 2017 году никаких работ не проводилось, но в июле 2018 года было начатое предварительное бурение на западном склоне горы Киркьюбоульсфьядль в двух местах на высоте до 80 метров над уровнем моря (на карте планируемый тоннель длиной около 6000 м обозначен синим цветом).
В 2020 году, после очередных жалоб жителей общин Сюдавикюрхреппюр и Исафьярдарбайр на парламентских слушаниях Правительство Исландии предоставило Альтингу отчет о своей работе по планированию тоннеля Аульфтафьярдаргёйнг и заявило, что целесобразнее проложить тоннель длиной около 3500 м от долины Фоссадалюр в Скютюльс-фьорде до долины Двергастейнсдалюр в конце Аульфта-фьорда (на карте планируемый тоннель обозначен фиолетовым цветом). Выслушав отчёт и предложение правительства, Альтинг обязал правительство включить Аульфтафьярдаргёйнг в транспортный план на 2020—2034 годы, с тем чтобы уже в 2020—2024 годах начать непосредственную подготовка к строительству туннеля.